# Sisca Folkertsma
Sisca Catharine Folkertsma (* 21. Mai 1997 in Sloten) ist eine niederländische Fußballspielerin, die zumeist im offensiven Mittelfeld eingesetzt wird. Sie spielte 2016 erstmals für die Frauen-Nationalmannschaft. Seit 2024 spielt sie wieder für PSV Eindhoven, nachdem sie zuvor in vier Spielzeiten beim Ajax Amsterdam, FC Twente Enschede, Girondins Bordeaux und Feyenoord Rotterdam eingesetzt wurde.

## Vereinskarriere
Folkertsma begann als 15-Jährige 2012 beim SC Heerenveen, für den sie bis 2015 in der gemeinsamen belgisch-niederländischen BeNe League spielte. In der ersten Saison belegte die Mannschaft den letzten Platz in der niederländischen Staffel. Besser lief es in der zweiten Saison, in der sie Vierte der Gesamtliga wurden. In der letzten gemeinsamen Saison wurden sie Zehnte. Danach führten beide Verbände wieder separate Meisterschaften durch und Folkertsma wechselte zum PSV Eindhoven. In der Saison 2015/16 und 2016/17 belegten die PSV-Frauen Platz 3. Danach wechselte sie zu Ajax Amsterdam, wo sie ihre erste Meisterschaft errang. Bei 13 Einsätzen wurde sie aber fünfmal ein- und sechsmal ausgewechselt. Für Ajax spielte sie auch erstmals in der UEFA Women’s Champions League. In der Qualifikation konnten sie das Qualifikationsturnier in Estland mit drei Siegen gewinnen, im Sechzehntelfinale schieden sie dann nach einem 1:0-Heimsieg durch eine 0:2-Auswärtsniederlage gegen den italienischen Vizemeister ACF Brescia aus. Zur Saison 2018/19 wechselte sie zum FC Twente Enschede und kam zu 20 Einsätzen, in denen ihr drei Tore gelangen. Die Saison endete für Twente mit der dritten Meisterschaft. In der Saison 2019/20 wurde sie nur in den letzten beiden Spielen eingewechselt, dann wurde die Saison wegen der COVID-19-Pandemie abgebrochen. Im Juli 2021 wechselte sie ablösefrei zu Girondins Bordeaux. In der Qualifikation zur UEFA Women’s Champions League 2021/22 erreichte Bordeaux nach Siegen gegen Slovácko und Kristianstads DFF die zweite Runde, in der sie auch eingesetzt wurde, aber nachdem beide Mannschaften ihr Heimspiel mit 3:2 gewonnen hatten, im Elfmeterschießen gegen den VfL Wolfsburg ausschieden. Im Elfmeterschießen verschoss sie als dritte von drei Spielerinnen ihrer Mannschaft, die Gegnerinnen trafen aber dreimal.
Im November 2021 verletzte sie sich dann so schwer, dass sie erst ein Jahr später wieder spielen konnte. Es folgte eine Saison bei Feyenoord Rotterdam und im Juni 2024 kehrte sie zu PSV zurück.

## Nationalmannschaften
Im Juli 2013 spielte sie erstmals für die U-17-Mannschaft. Bei einem Freundschaftsspiel gegen Belgien wurde sie zur zweiten Halbzeit eingewechselt und erzielte in der 57. Minute mit ihrem ersten Länderspieltor die 2:1-Führung für ihre Mannschaft (Endstand 3:1). Im August nahm sie mit der Mannschaft an der ersten Qualifikationsrunde zur U-17-Fußball-Europameisterschaft der Frauen 2014 teil und erzielte in ihrem ersten Pflichtspiel auch ihr erstes Pflichtspieltor zum 4:1-Endstand gegen die ukrainischen Gastgeberinnen. Nach einem 4:0 gegen die Slowakei konnten sie eine 0:1-Niederlage gegen Finnland verkraften, um die zweite Runde zu erreichen. Bei dieser starteten sie zwei Monate später mit einer 0:1-Niederlage gegen Belgien, wodurch sie die Endrunde verpassten. Denn zwar konnten sie gegen den späteren Europameister Deutschland ein torloses Remis erreichen und gegen die Schweiz mit 3:1 gewinnen, dies reichte aber nur zum dritten Platz. Damit endete ihre Zeit in der U-17, denn bereits ab März 2014 spielte sie für die U-19-Mannschaft. Bei einem Turnier in La Manga wurde sie im Spiel gegen Italien zur zweiten Halbzeit eingewechselt. Zwei Tage später spielte sie gegen Norwegen über 90 Minuten und im Juli gewann sie mit der Mannschaft die U-19-Fußball-Europameisterschaft der Frauen 2014. Allerdings hatte sie dabei nur einen 65-minütigen Einsatz im ersten torlosen Spiel gegen Norwegen. Am 13. September erzielte sie dann im ersten Spiel der ersten Qualifikationsrunde für die U-19-Fußball-Europameisterschaft der Frauen 2015 ihr erstes Tor für die U-19. Mit 9:0 gegen die Färöer eröffneten sie das Turnier und mit einem 10:0 gegen Lettland, bei dem sie zwei Tore erzielte, sowie einem 2:1 gegen die gastgebenden Serbinnen qualifizierten sie sich für die zweite Runde. Hier hatten sie im April 2015 Heimrecht, konnten dieses aber nur in den ersten beiden Spielen nutzen, die mit 6:0 gegen Tschechien ohne sie und 3:0 mit ihr gegen Slowenien gewonnen wurden, wozu sie zwei Tore beisteuerte. Das dritte Spiel gegen Dänemark wurde aber mit 0:1 verloren und damit die Endrunde verpasst. Beim nächsten Anlauf im September hatten sie wieder Heimrecht. Wieder starteten sie mit einem 9:0-Sieg, diesmal gegen Zypern, und erstmals gelangen ihr drei Tore in einem Länderspiel. Im nächsten Spiel gegen die Republik Moldau trug sie zwar kein Tor zum 12:0-Sieg bei, sie hatten sich damit aber bereits für die zweite Runde qualifiziert. Im dritten Spiel gegen Italien reichte dann ein 1:1 zum Gruppensieg. Auch die zweite Runde durften sie daheim bestreiten und im ersten Spiel gegen Tschechien am 5. April 2016 gelangen ihr sogar vier Tore. Mit 7:2 Toren übernahmen sie die Tabellenführung und gaben sie nicht wieder her. Auch in den beiden folgenden Spielen konnte sie ein Tor erzielen, beim 3:0 gegen Weißrussland nach sieben Minuten zur 1:0-Führung und gegen Finnland per Strafstoß in der dritten Minute der Nachspielzeit zum 1:1, wodurch der Gruppensieg gesichert wurde. Bei der Endrunde in der Slowakei erzielte sie beim 6:0-Sieg gegen die Gastgeberinnen das erste Turniertor per Strafstoß. Im zweiten Spiel gegen Norwegen erzielte sie das einzige Tor des Spiels, womit sie für das Halbfinale qualifiziert waren. Durch eine 1:2-Niederlage gegen den späteren Europameister Frankreich wurden sie aufgrund des direkten Vergleichs Gruppenzweite hinter den punkt- und torgleichen Französinnen. Im Halbfinale verloren sie dann mit 3:4 gegen Spanien. Damit endete ihre Zeit in den U-Mannschaften.
Im November 2016 wurde sie dann erstmals in der A-Nationalmannschaft eingesetzt. Beim 0:1 im Freundschaftsspiel gegen England wurde sie in der 63. Minute eingewechselt. Im Januar 2017 stand sie dann beim 7:1-Sieg gegen Rumänien in der Startelf, wurde aber zur zweiten Halbzeit ausgewechselt. Auch vier Tage später stand sie gegen Russland nur in der ersten Halbzeit auf dem Platz. Beim Algarve-Cup 2017 spielte sie dann im ersten Spiel gegen China erstmals über 90 Minuten. Dagegen wurde sie im zweiten Spiel gegen Australien erst sechs Minuten vor dem Spielende eingewechselt. Im dritten Spiel gegen Schweden spielte sie dann wieder nur in der ersten Halbzeit. Das Spiel um Platz 5 gegen Japan fand dann ebenso ohne sie statt wie zwei Freundschaftsspiele im April. Im ersten Spiel der direkten Vorbereitung auf die Heim-EM wurde sie gegen Japan in der 66. Minute eingewechselt. Für die EM wurde sie dann auch nominiert, beim Titelgewinn aber nicht eingesetzt. Es dauerte dann fast 19 Monate bis zu ihrem nächsten Einsatz. Beim Algarve-Cup 2019 stand sie im zweiten Gruppenspiel gegen Polen für 74 Minuten auf dem Platz, dann wurde Rekordnationalspielerin Sherida Spitse für sie eingewechselt. Für die WM 2019 wurde sie dann nicht berücksichtigt und auch in den ersten Spielen der Qualifikation zur EM 2022 wurde sie nicht berücksichtigt. Erst nach der COVID-19-bedingten Länderspielpause wurde sie wieder eingesetzt. Beim 7:0 gegen Estland, durch das sich die Niederländerinnen für die EM-Endrunde qualifizierten, wurde sie in der 81. Minute eingewechselt.
Im Februar 2021 wurde sie für das Drei-Nationen-Turnier nominiert. Sie wurde auch für die wegen der COVID-19-Pandemie um ein Jahr verschobenen Olympischen Spiele 2020 nominiert, dort aber nicht eingesetzt.
In den ersten fünf Spielen der Qualifikation für die WM 2023 wurde sie viermal eingesetzt. Dann konnte sie verletzungsbedingt nicht mehr nominiert werden und verpasste so auch die 2022.

## Erfolge
- 2014: U-19-Europameisterin
- 2017: Europameisterin (ohne Einsatz)
- 2017/18, 2018/19, 2020/21: Niederländische Meisterin
- 2017/18: Niederländische Pokalsiegerin
- 2024/25: Eredivisie Cup